# Lijst van voetbalinterlands Slovenië - Zwitserland
Deze lijst van voetbalinterlands is een overzicht van alle officiële voetbalwedstrijden tussen de nationale teams van Slovenië en Zwitserland. De landen speelden tot op heden negen keer tegen elkaar, te beginnen met een vriendschappelijke wedstrijd op 6 februari 1999 in Masqat (Oman). Het laatste duel, een kwalificatiewedstrijd voor het Europees kampioenschap voetbal 2016, vond plaats in Bazel op 5 september 2015.

## Wedstrijden
| №  | Plaats      | Datum            | Competitie           | Wedstrijd              | Uitslag |
| -- | ----------- | ---------------- | -------------------- | ---------------------- | ------- |
| 1  | Masqat      | 6 februari 1999  | Vriendschappelijk    | Slovenië – Zwitserland | 0 – 2   |
| 2  | Ljubljana   | 11 oktober 2000  | WK 2002 kwalificatie | Slovenië – Zwitserland | 2 – 2   |
| 3  | Bazel       | 6 juni 2001      | WK 2002 kwalificatie | Zwitserland – Slovenië | 0 – 1   |
| 4  | Nova Gorica | 12 februari 2003 | Vriendschappelijk    | Slovenië – Zwitserland | 1 – 5   |
| 5  | Genève      | 28 april 2004    | Vriendschappelijk    | Zwitserland – Slovenië | 2 – 1   |
| 6  | Ljubljana   | 7 september 2012 | WK 2014 kwalificatie | Slovenië − Zwitserland | 0 − 2   |
| 7  | Bern        | 15 oktober 2013  | WK 2014 kwalificatie | Zwitserland − Slovenië | 1 − 0   |
| 8  | Maribor     | 9 oktober 2014   | EK 2016 kwalificatie | Slovenië – Zwitserland | 1 – 0   |
| 9  | Bazel       | 5 september 2015 | EK 2016 kwalificatie | Zwitserland – Slovenië | 3 – 2   |
| 10 | Bazel       | 8 september 2025 | WK 2026 kwalificatie | Zwitserland − Slovenië |         |
| 11 | Ljubljana   | 13 oktober 2025  | WK 2026 kwalificatie | Slovenië − Zwitserland |         |

## Samenvatting
| Competitie        | Totaal gespeeld | Winst Slovenië | Gelijk | Winst Zwitserland | Doelsaldo Slovenië – Zwitserland |
| ----------------- | --------------- | -------------- | ------ | ----------------- | -------------------------------- |
| WK-kwalificatie   | 4               | 1              | 1      | 2                 | 3 − 5                            |
| EK-kwalificatie   | 2               | 1              | 0      | 1                 | 3 − 3                            |
| Vriendschappelijk | 3               | 0              | 0      | 3                 | 2 − 9                            |
| Totaal            | 9               | 2              | 1      | 6                 | 8 − 17                           |

## Details

### Eerste ontmoeting
| Vriendschappelijk (Muscat, Oman, 6 februari 1999): |              | |
| Slovenië | 0 – 2        | Zwitserland |
| | goals        | 8' Marc Hodel 17' Alexandre Comisetti |
| Srečko Katanec | bondscoach   | Gilbert Gress |
| Marko Simeunovič Marinko Galič 68' Darko Milanič Aleksander Knavs Marjan Dominko 46' Aleš Čeh 74' Miran Pavlin Mladen Rudonja 64' Zlatko Zahovič Sašo Udovič 46' Milan Osterc | opstellingen | Andreas Hilfiker Stéphane Henchoz Marc Hodel Johann Vogel Marco Zwyssig 72' Stéphane Chapuisat 90+1' Alexandre Comisetti Francesco Di Jorio Patrick Müller 56' Ciriaco Sforza Raphaël Wicky |
| Sasa Gajser 46' Milenko Ačimovič 46' Zeljko Mitrakovič 64' Spasoje Bulajič 68' Fabijan Cipot 74'                                                                              | wissels      | 56' Patrick Bühlmann 72' Alexandre Rey 90+1' Frédéric Chassot |
| Darko Milanič 79' | gele kaarten | 4' Johann Vogel |
| - Debuut van Saša Gajser (Rudar Velenje) en Fabijan Cipot (NK Mura) voor Slovenië.                                                                                            |              | |

### Tweede ontmoeting
| WK 2002 kwalificatie (Ljubljana, Slovenië, 11 oktober 2000): |              | |
| Slovenië | 2 – 2        | Zwitserland |
| Ermin Šiljak 44' Milenko Ačimovič 79' | goals        | 42' Kubilay Türkyilmaz 66' Kubilay Türkyilmaz |
| Srečko Katanec | bondscoach   | Enzo Trossero |
| Mladen Dabanovič Željko Milinovič Muamer Vugdalič Amir Karič Aleksander Knavs Đoni Novak Aleš Čeh Sašo Udovič 46' Zlatko Zahovič Miran Pavlin 68' Ermin Šiljak 59' | opstellingen | Pascal Zuberbühler Marc Zellweger 64' Sébastien Fournier Giuseppe Mazzarelli Marco Zwyssig Johann Vogel Alexandre Comisetti 46' Raphaël Wicky Stéphane Chapuisat Ciriaco Sforza Kubilay Türkyilmaz |
| Rajko Tavčar 46' Milan Osterc 59' Milenko Ačimovič 68' | wissels      | 46' Mario Cantaluppi 64' Ludovic Magnin |
| Željko Milinovič 36' | gele kaarten | 13' Sébastien Fournier 17' Raphaël Wicky 46' Ciriaco Sforza 55' Stéphane Chapuisat 85' Marc Zellweger                                                                                              |
| Amir Karič 22', 40' | rode kaarten | |
| - Debuut van Marc Zellweger (FC Sankt-Gallen) voor Zwitserland. |              | |

### Derde ontmoeting
| WK 2002 kwalificatie (Bazel, Zwitserland, 6 juni 2001): |              | |
| Zwitserland | 0 – 1        | Slovenië |
| | goals        | 82' Sebastjan Cimirotič |
| Enzo Trossero | bondscoach   | Srečko Katanec |
| Marco Pascolo Marc Zellweger Yvan Quentin Stéphane Henchoz Patrick Müller Johann Vogel Raphaël Wicky 66' Massimo Lombardo 56' Sébastien Fournier Alexander Frei 79' Blaise N'Kufo | opstellingen | Marko Simeunovič Željko Milinovič 32' Amir Karič Marinko Galič Aleksander Knavs Đoni Novak Aleš Čeh 46' Milan Osterc Zlatko Zahovič Miran Pavlin Mladen Rudonja |
| Ciriaco Sforza 56' Johann Lonfat 66' David Sesa 79' | wissels      | 32' Sebastijan Cimirotič 46' Milenko Ačimovič |
| Massimo Lombardo 35' Alexander Frei 75' | gele kaarten | 20' Aleksander Knavs 82' Milenko Ačimovič 85' Sebastijan Cimirotič 88' Zlatko Zahovič                                                                           |

### Vierde ontmoeting
| Vriendschappelijk (Nova Gorica, Slovenië, 12 februari 2003): |              | |
| Slovenië | 1 – 5        | Zwitserland |
| Ermin Rakovič 72' | goals        | 3' Hakan Yakin 29' Bernt Haas 36' Alexander Frei 49' Ricardo Cabanas 78' Alexander Frei                                                                                                 |
| Bojan Prašnikar | bondscoach   | Köbi Kuhn |
| Marko Simeunovič 46' Boštjan Cesar Nastja Čeh Spasoje Bulajič Aleksandr Knavs Goran Šukalo 59' Ermin Šiljak Zlatko Zahovič Miran Pavlin Sebastjan Cimirotič 70' Milenko Ačimovič 72' | opstellingen | Pascal Zuberbühler Bernt Haas Patrick Müller 71' Stéphane Henchoz 46' Bruno Berner Ricardo Cabanas 46' Johann Vogel 71' Raphaël Wicky Hakan Yakin Alexander Frei 67' Stéphane Chapuisat |
| Mladen Dabanovič 59' Saša Gajser 85' Ermin Rakovič 70' Anton Žlogar 72' | wissels      | 46' Rémo Meyer 46' Fabio Celestini 67' Léonard Thurre 71' Stephan Keller 71' Mario Cantaluppi                                                                                           |
| | gele kaarten | ??' Stéphane Henchoz |
| - Debuut van Boštjan Cesar (Dinamo Zagreb) voor Slovenië. |              | |

### Vijfde ontmoeting
| Vriendschappelijk (Genève, Zwitserland, 28 april 2004): |              | |
| Zwitserland | 2 – 1        | Slovenië |
| Fabio Celestini 66' Hakan Yakin 85' | goals        | 46' Zlatko Zahovič |
| Jakob Kuhn | bondscoach   | Bojan Prašnikar |
| Jörg Stiel 46' Bernt Haas 78' Bruno Berner 57' Stéphane Henchoz Patrick Müller 46' Johann Vogel 65' Benjamin Huggel 46' Raphaël Wicky 57' Hakan Yakin Alexander Frei 46' Stéphane Chapuisat 81' | opstellingen | Borut Mavrič 63' Amir Karič Boštjan Cesar Aleksander Knavs Spasoje Bulajič Miran Pavlin Milenko Ačimovič 89' Zlatko Zahovič Nastja Čeh 46' Sebastjan Cimirotič 87' Ermin Šiljak |
| Pascal Zuberbühler 46' Stéphane Grichting 46' Johann Lonfat 46' Milaim Rama 46' Daniel Gygax 57' Christoph Spycher 57' Fabio Celestini 65' Remo Meyer 78' Ricardo Cabanas 81'                   | wissels      | 46' Robert Koren 63' Aleš Kokot 87' Saša Jakomin 89' Almir Tanjič |
| - Debuut van Stéphane Grichting (AJ Auxerre) voor Zwitserland. - Debuut van Saša Jakomin (FC Koper) en Almir Tanjič (NK Primorje Ajdovščina) voor Slovenië.                                     |              | |

### Zesde ontmoeting
| WK 2014 kwalificatie (Ljubljana, Slovenië, 7 september 2012): |              |                                   |
| Slovenië                                                      | 0 – 2        | Zwitserland                       |
|                                                               | goals        | 20' Granit Xhaka 51' Gökhan Inler |
|                                                               | rode kaarten | ?', 75' Tranquillo Barnetta       |

### Zevende ontmoeting
| WK 2014 kwalificatie (Bern, Zwitserland, 15 oktober 2013): |       |          |
| Zwitserland                                                | 1 – 0 | Slovenië |
| Granit Xhaka 73'                                           | goals |          |

### Achtste ontmoeting
| EK 2016 kwalificatie (scheidsrechter Wolfgang Stark, Maribor, 9 oktober 2014):                                                                                           |              | |
| Slovenië | 1 – 0        | Zwitserland |
| Milivoje Novakovič 79' (pen.) | goals        | |
| Srečko Katanec | bondscoach   | Vladimir Petković |
| Samir Handanović Boštjan Cesar Branko Ilič Mišo Brečko Andraž Struna Valter Birsa 55' Aleš Mertelj Kevin Kampl Milivoje Novakovič Zlatan Ljubijankič 46' Andraž Kirm 72' | opstellingen | Yann Sommer Johan Djourou 70' Philippe Senderos Stephan Lichtsteiner Ricardo Rodríguez Valon Behrami 82' Gökhan Inler Granit Xhaka Xherdan Shaqiri Haris Seferovic 74' Josip Drmić |
| Jasmin Kurtič 46' Dejan Lazarević 55' Nejc Pečnik 72' | wissels      | 70' Steve von Bergen 74' Admir Mehmedi 82' Pajtim Kasami |
| Zlatan Ljubijankič 36' Dejan Lazarević 90+4' | gele kaarten | 79' Johan Djourou |

### Negende ontmoeting
| EK 2016 kwalificatie (scheidsrechter Pavel Královec, Bazel, 5 september 2015):                                                                                                  |              | |
| Zwitserland | 3 – 2        | Slovenië |
| Josip Drmić 80' Valentin Stocker 84' Josip Drmić 90+4' | goals        | 45' Milivoje Novakovič 48' Boštjan Cesar |
| Vladimir Petković | bondscoach   | Srečko Katanec |
| Yann Sommer Stephan Lichtsteiner Timm Klose Ricardo Rodríguez Fabian Schär Valon Behrami Blerim Džemaili 65' Granit Xhaka Admir Mehmedi 57' Haris Seferovic 80' Xherdan Shaqiri | opstellingen | Samir Handanović Boštjan Cesar Branko Ilič Bojan Jokić Andraž Struna 83' Valter Birsa Dalibor Stevanovič 90' Josip Iličić Kevin Kampl Jasmin Kurtič 59' Milivoje Novakovič |
| Breel Embolo 57' Josip Drmić 65' Valentin Stocker 80' | wissels      | 59' Nejc Pečnik 83' Rene Krhin 90' Miral Samardžić |
| Fabian Schär 56' Blerim Džemaili 63' Stephan Lichtsteiner 63' Valon Behrami 64'                                                                                                 | gele kaarten | 24' Kevin Kampl 34' Milivoje Novakovič 64' Nejc Pečnik 65' Samir Handanović 88' Josip Iličić                                                                               |

NZS · A-internationals · Bondscoaches · Selecties · Statistieken · Sloveens vrouwenelftal · Olympisch elftal · Slovenië U21 · Slovenië U20 · Slovenië U19 · Slovenië U18 · Slovenië U17 · Slovenië U16
1991 – 1999 ·
2000 – 2009 ·
2010 – 2019 ·
2020 − 2029
EK's: 1996 · 
2000 · 
2004 · 
2008 · 
2012 · 
2016 · 
2020 · 
2024
WK's: 1998 · 
2002 · 
2006 · 
2010 · 
2014 · 
2018 ·
2022
1991 · 
1992 · 
1993 · 
1994 · 
1995 · 
1996 · 
1997 · 
1998 · 
1999 · 
2000 · 
2001 · 
2002 · 
2003 · 
2004 · 
2005 · 
2006 · 
2007 · 
2008 · 
2009 · 
2010 · 
2011 · 
2012 · 
2013 · 
2014 · 
2015 · 
2016 · 
2017 · 
2018 ·
2019 ·
2020 ·
2021 ·
2022 ·
2023 ·
2024
Albanië ·
Algerije ·
Argentinië ·
Armenië ·
Australië ·
Azerbeidzjan ·
België ·
Bosnië en Herzegovina ·
Bulgarije ·
Canada ·
China ·
Colombia ·
Cyprus ·
Denemarken ·
Duitsland ·
Engeland ·
Estland ·
Faeröer ·
 Finland ·
Frankrijk ·
Georgië ·
Ghana ·
Gibraltar ·
Griekenland ·
Honduras ·
Hongarije ·
IJsland ·
Israël ·
Italië ·
Ivoorkust ·
Joegoslavië ·
Kazachstan ·
Kosovo ·
Kroatië ·
Letland ·
Litouwen ·
Luxemburg ·
Malta ·
Mexico ·
Moldavië ·
Montenegro ·
Nederland ·
Nieuw-Zeeland ·
Noord-Ierland ·
Noord-Macedonië ·
Noorwegen ·
Oekraïne ·
Oman ·
Oostenrijk ·
Paraguay ·
Polen ·
Portugal ·
Qatar ·
Roemenië ·
Rusland ·
San Marino ·
Saoedi-Arabië ·
Schotland ·
Servië ·
Servië en Montenegro ·
Slowakije ·
Spanje ·
Trinidad en Tobago ·
Tsjechië ·
Tunesië ·
Turkije · 
Uruguay ·
Verenigde Arabische Emiraten ·
Verenigde Staten ·
Wales ·
Wit-Rusland ·
Zuid-Afrika ·
Zweden ·
Zwitserland
Algerije (2010) · 
Engeland (2010) · 
Paraguay (2002) · 
Spanje (2002) · 
Verenigde Staten (2010) · 
Zuid-Afrika (2002)
SFV · A-internationals · Selecties · Bondscoaches · Zwitsers vrouwenelftal · Olympisch elftal · Zwitserland U21 · Zwitserland U19 · Zwitserland U18 · Zwitserland U17 · Zwitserland U16 · Vrouwen U17
1905 – 1919 · 
1920 – 1929 · 
1930 – 1939 · 
1940 – 1949 · 
1950 – 1959 · 
1960 – 1969 · 
1970 – 1979 · 
1980 – 1989 · 
1990 – 1999 · 
2000 – 2009 · 
2010 – 2019 · 
2020 – 2029
EK's: 1996 · 
2004 · 
2008 · 
2016 · 
2020 · 
2024
WK's: 1934 · 
1938 · 
1950 · 
1954 · 
1962 · 
1966 · 
1994 · 
2006 · 
2010 · 
2014 · 
2018 · 
2022
OS: 1924 · 
1928 · 
2012
1905 · 
1906 · 1907 · 
1908 · 
1909 · 
1910 · 
1911 · 
1912 · 
1913 · 
1914 · 
1915 · 
1916 · 
1917 · 
1918 · 
1919 · 
1920 · 
1921 · 
1922 · 
1923 · 
1924 · 
1925 · 
1926 · 
1927 · 
1928 · 
1929 · 
1930 · 
1931 · 
1932 · 
1933 · 
1934 · 
1935 · 
1936 · 
1937 · 
1938 · 
1939 · 
1940 · 
1941 · 
1942 · 
1943 · 
1944 · 
1945 · 
1946 · 
1947 · 
1948 · 
1949 · 
1950 · 
1952 ·
1952 · 
1953 · 
1954 · 
1955 · 
1956 · 
1957 · 
1958 · 
1959 · 
1960 · 
1961 · 
1962 · 
1963 · 
1964 · 
1965 · 
1966 · 
1967 · 
1968 · 
1969 · 
1970 · 
1971 · 
1972 · 
1973 · 
1974 · 
1975 · 
1976 · 
1977 ·
1978 · 
1979 · 
1980 · 
1981 · 
1982 · 
1983 · 
1984 · 
1985 · 
1986 · 
1987 · 
1988 · 
1989 · 
1990 ·
1991 · 
1992 · 
1993 · 
1994 ·
1995 · 
1996 · 
1997 · 
1998 · 
1999 · 
2000 · 
2001 · 
2002 · 
2003 · 
2004 · 
2005 · 
2006 · 
2007 · 
2008 · 
2009 · 
2010 · 
2011 · 
2012 · 
2013 ·
2014 ·
2015 ·
2016 ·
2017 ·
2018 ·
2019 ·
2020 ·
2021 ·
2022
Albanië ·
Algerije · 
Andorra · 
Argentinië ·
Australië ·
Azerbeidzjan ·
België ·
Bolivia ·
Bosnië en Herzegovina ·
Brazilië ·
Bulgarije ·
Canada ·
Chili ·
China ·
Colombia ·
Costa Rica ·
Cyprus ·
Denemarken ·
DDR ·
Duitsland ·
Ecuador ·
Egypte ·
Engeland · 
Estland ·
Faeröer ·
Finland ·
Frankrijk ·
Georgië ·
Ghana ·
Gibraltar ·
Griekenland ·
Honduras ·
Hongarije ·
Hongkong ·
Ierland ·
IJsland ·
Israël ·
Italië ·
Ivoorkust ·
Jamaica ·
Japan ·
Joegoslavië ·
Kameroen ·
Kenia ·
Kosovo ·
Kroatië ·
Letland ·
Liechtenstein ·
Litouwen ·
Luxemburg ·
Malta ·
Marokko ·
Mexico ·
Moldavië ·
Montenegro ·
Nederland ·
Nigeria ·
Noord-Ierland ·
Noorwegen ·
Oekraïne ·
Oman ·
Oostenrijk ·
Panama ·
Peru ·
Polen ·
Portugal ·
Qatar ·
Roemenië ·
Rusland ·
Saarland ·
San Marino ·
Schotland ·
Servië ·
Slovenië ·
Slowakije ·
Sovjet-Unie · 
Spanje ·
Togo ·
Tsjechië ·
Tsjecho-Slowakije ·
Tunesië ·
Turkije ·
Uruguay ·
Venezuela ·
VA Emiraten ·
Verenigde Staten ·
Wales ·
Wit-Rusland ·
Zimbabwe ·
Zuid-Korea ·
Zweden
Albanië (2016) ·
Argentinië (2014) ·
Brazilië (2018) ·
Chili (2010) ·
Costa Rica (2018) ·
Ecuador (2014) ·
Frankrijk (2006) ·
Frankrijk (2014) ·
Frankrijk (2016) ·
Frankrijk (2021) ·
Honduras (2010) · 
Honduras (2014) · 
Italië (2021) · 
Oekraïne (2006) ·
Portugal (2008)  · 
Portugal (2022) · 
Roemenië (2016) · 
Servië (2018) ·
Spanje (2010) ·
Spanje (2021) ·
Togo (2006) ·
Tsjechië (2008) ·
Turkije (2008) ·
Turkije (2021) ·
Wales (2021) ·
Zuid-Korea (2006) ·
Zweden (2018)